# Arrondissement de Wartburg

L'arrondissement de Wartburg est un arrondissement  (« Landkreis » en allemand) de Thuringe (Allemagne).
Son chef-lieu est Bad Salzungen.

## Villes, communes & communautés d'administration
| Villes (population en 2021) ¹ Commune membre d'une communauté d'administration ² Commune qui remplit les fonctions administratives pour d'autres communes 1. Bad Liebenstein (7700) 2. Bad Salzungen ² (15631) 3. Eisenach ² (41806) 4. Geisa ² (4777) 5. Ruhla ² (5352) 6. Treffurt (5874) 7. Vacha (4966) 8. Werra-Suhl-Tal (6325) | Communes ³ Commune indépendante ² Commune qui remplit les fonctions administratives pour d'autres communes 1. Barchfeld-Immelborn (4500) 2. Buttlar (ville de Geisa ³) (1323) 3. Dermbach (7153) 4. Diedorf (ville de Kaltennordheim 3) (373) 5. Empfertshausen (ville de Kaltennordheim 3) (592) 6. Ettenhausen an der Suhl (Marksuhl ³) (417) 7. Frauensee (Tiefenort ³) (855) 8. Gerstengrund (ville de Geisa ³) (63) 9. Gerstungen (9026) 10. Hörselberg-Hainich (6081) 11. Krayenberggemeinde (4971) | 1. Leimbach (ville de Bad Salzungen 3) (1712) 2. Schleid (ville de Geisa ³) (1025) 3. Seebach (ville de Ruhla ³) (2064) 4. Unterbreizbach (3321) 5. Wolfsburg-Unkeroda (Marksuhl ³) (693) 6. Wutha-Farnroda (6271) |  |

| - Verwaltungsgemeinschaft Hainich-Werratal (9287) 1. Amt Creuzburg, ville (4658) 2. Berka vor dem Hainich (721) 3. Bischofroda (640) 4. Frankenroda (315) 5. Hallungen (184) 6. Krauthausen (1624) 7. Lauterbach (659) 8. Nazza (536) |